# Trío Matamoros

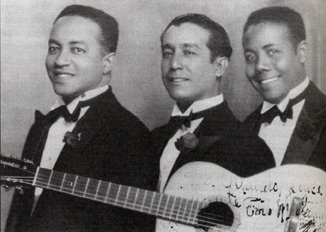
Trío Matamoros

Trío Matamoros war eine der berühmtesten kubanischen Musikgruppen. Bandleader und Sänger Miguel Matamoros, Gitarrist Rafael Cueto und Perkussionist Siro Rodríguez gründeten das Trío Matamoros 1925 in ihrer Heimatstadt Santiago de Cuba. Sie prägten den Begriff des Bolero-Son und übernahmen Elemente aus dem Swing, dem Mambo und der Rumba.
Als Miguel Matamoros Anfang der 1940er Jahre Probleme mit seiner Stimme bekam, engagierte er zu seiner Entlastung diverse Sänger. So trat 1940 Guillermo Portabales dem Trio bei, und Benny Moré sang von 1945 bis 1947 mit. 1969 löste sich die Gruppe schließlich auf. Matamoros starb zwei Jahre später im Alter von 77 Jahren.
Die 1929 erschienene Single Son de la loma wurde 2007 in die „Latin Grammy Hall of Fame“ aufgenommen, mit der die US-amerikanische Recording Academy seit 2001 historische Aufnahmen von besonderer Bedeutung und bleibender Qualität ehrt.

## Diskografie
- 1975: Ecos de Cuba
- 1980: Lagrimas Negras
- 1989: Origen de La Salsa
- 1993: Son de La Loma
- 1994: Un Recuerdo de Cuba
- 1996: Beso Discreto
- 1996: Recuerdos de Cuba
- 1997: Soneros: La Tradicion de Cuba, Vol. 3
- 1999: Dos Grandes tríos Cubanos
- 1999: Cuba en tríos
- 2000: Cuban Originals